# Mesadenella tonduzii
Mesadenella tonduzii är en orkidéart som först beskrevs av Rudolf Schlechter, och fick sitt nu gällande namn av Guido Frederico João Pabst och Leslie Andrew Garay. Mesadenella tonduzii ingår i släktet Mesadenella och familjen orkidéer. Inga underarter finns listade i Catalogue of Life.